# Korejski jezici
Korejski jezici su jezična obitelj koja se sastoji od korejskog jezika i jezika otoka Jeju. Jeju jezik često se opisuje kao dijalekt korejskog jezika, ali je dovoljno različit da ga se može smatrati zasebnim jezikom. Neki znanstvenici predlažu sličnu klasifikaciju jukčinskog dijalekta na krajnjem sjeveroistoku. Korejski jezici su detaljno zabilježeni od uvođenja korejske abecede u 15. stoljeću. Ranija bilježenja korejskih jezika pomoću kineskih znakova puno je teže interpretirati.
Sve moderne varijante korejskih jezika potječu od starokorejskog jezika, koji se između 3. i 9. stoljeća govorio na području današnje Južne Koreje. Malo je informacijama o jezicima koji su se govorili na poluotoku prije ujedinjenja kraljevstva Sila krajem 7. stoljeća n.e., u prvom redu iz toponimije. Vjeruje se kako su neki od ovih jezika bili korejski, ali postoje dokazi kako su se japanski jezici govorili u središnjim i južnim dijelovima poluotoka. Bilo je mnogo pokušaja da se korejske jezike poveže s drugim jezičnim obiteljima, najčešće s tunguskim jezicima ili japanskim jezicima, ali genetska povezanost među njima nije nedvojbeno dokazana.